# 相馬郡

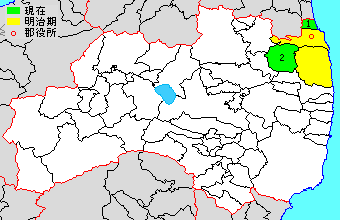
福島県相馬郡の範囲（1.新地町 2.飯舘村）

相馬郡（そうまぐん）は、福島県浜通り北部の郡。
人口7,987人、面積276.83km²、人口密度28.9人/km²。（2025年2月1日、推計人口）
以下の1町1村を含む。
- 新地町（しんちまち）
- 飯舘村（いいたてむら）

## 郡域
1896年（明治29年）に行政区画として発足した当時の郡域は、上記1町1村に相馬市・南相馬市を加えた区域にあたる。

## 歴史
郡名は鎌倉時代以来一貫してこの地を治めていた相馬中村藩主・相馬氏に由来する。鎌倉時代に下総国相馬郡で有力武士として成長した相馬氏は、その後地頭職を得ていた陸奥国宇多郡・行方郡に移住し、子孫は相馬中村藩藩主となる。本郡の発足前から同藩（通称・相馬藩）の領域は、郡名にかかわらず相馬と通称されていた。

### 沿革

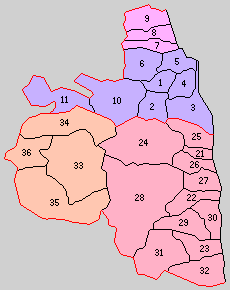
1.中村町 2.八幡村 3.磯部村 4.飯豊村 5.松ヶ江村 6.大野村 7.駒ヶ嶺村 8.新地村 9.福田村 10.山上村 11.玉野村 21.鹿島村 22.原町村 23.小高村 24.上真野村 25.八沢村 26.真野村 27.高平村 28.石神村 29.太田村 30.大甕村 31.金房村 32.福浦村 33.新舘村 34.大須村 35.飯曽村 36.石橋村（紫：相馬市 赤：南相馬市 桃：新地町 橙：飯舘村）

- 明治29年（1896年）4月1日 - 郡制の施行のため、宇多郡・行方郡の区域をもって相馬郡が発足。以下の町村が所属。（1町26村）
  - 旧・宇多郡（1町10村） - 中村町、八幡村、磯部村、飯豊村、松ヶ江村、大野村（現・相馬市）、駒ヶ嶺村、新地村、福田村（現・新地町）、山上村、玉野村（現・相馬市）
  - 旧・行方郡（16村） - 鹿島村、原町村、小高村、上真野村、八沢村、真野村、高平村、石神村、太田村、大甕村、金房村、福浦村（現・南相馬市）、新舘村、大須村、飯曽村、石橋村（現・飯舘村）
- 明治30年（1897年）
  - 9月16日 - 原町村が町制施行・改称して原町となる。（2町25村）
  - 10月1日 - 郡制を施行。
- 明治31年（1898年）
  - 1月19日 - 小高村が町制施行して小高町となる。（3町24村）
  - 12月27日 - 鹿島村が町制施行して鹿島町となる。（4町23村）
- 明治33年（1900年）2月13日 - 磯部村の一部（日下石・立合・赤木・柚木）が分立して日立木村が発足。（4町24村）
- 大正12年（1923年）4月1日 - 郡会が廃止。郡役所は存続。
- 大正15年（1926年）7月1日 - 郡役所が廃止。以降は地域区分名称となる。
- 昭和4年（1929年）5月3日 - 松ヶ江村が中村町に編入。（4町23村）
- 昭和17年（1942年）4月1日 （4町21村）
  - 大須村・新舘村が合併して大舘村が発足。
  - 飯曽村・石橋村が合併して、改めて飯曽村が発足。
- 昭和29年（1954年）
  - 3月20日 - 原町・太田村・大甕村・高平村が合併して原町市が発足して郡より離脱。（3町18村）
  - 3月31日 （2町6村）
    - 中村町・飯豊村・磯部村・日立木村・大野村・八幡村・山上村・玉野村が合併して相馬市が発足し、郡より離脱。
    - 鹿島町・真野村・上真野村・八沢村が合併し、改めて鹿島町が発足。
    - 小高町・金房村・福浦村が合併し、改めて小高町が発足。

  - 8月20日 - 新地村・福田村・駒ヶ嶺村が合併し、新制の新地村が発足。（2町4村）
- 昭和31年（1956年）9月30日 （2町2村）
  - 飯曽村・大舘村が合併して飯舘村が発足。
  - 石神村が原町市に編入。
- 昭和46年（1971年）8月1日 - 新地村が町制施行して新地町となる。（3町1村）
- 平成18年（2006年）1月1日 - 鹿島町・小高町が原町市と合併して南相馬市が発足し、郡より離脱。（1町1村）

### 変遷表
| 旧郡   | 明治29年4月1日 | 明治29年 - 大正15年             | 昭和元年 - 昭和28年         | 昭和29年 - 昭和63年          | 昭和29年 - 昭和63年            | 平成元年 - 現在         | 現在     |
| ------ | -------------- | ------------------------------- | --------------------------- | ---------------------------- | ------------------------------ | ----------------------- | -------- |
| 宇多郡 | 新地村         | 新地村                          | 新地村                      | 昭和29年8月20日 新地村       | 昭和46年8月1日 町制施行 新地町 | 新地町                  | 新地町   |
| 宇多郡 | 福田村         | 福田村                          | 福田村                      | 昭和29年8月20日 新地村       | 昭和46年8月1日 町制施行 新地町 | 新地町                  | 新地町   |
| 宇多郡 | 駒ヶ嶺村       | 駒ヶ嶺村                        | 駒ヶ嶺村                    | 昭和29年8月20日 新地村       | 昭和46年8月1日 町制施行 新地町 | 新地町                  | 新地町   |
| 宇多郡 | 中村町         | 中村町                          | 中村町                      | 昭和29年3月31日 相馬市       | 昭和29年3月31日 相馬市         | 相馬市                  | 相馬市   |
| 宇多郡 | 松ヶ江村       | 松ヶ江村                        | 昭和4年5月3日 中村町に編入  | 昭和29年3月31日 相馬市       | 昭和29年3月31日 相馬市         | 相馬市                  | 相馬市   |
| 宇多郡 | 飯豊村         | 飯豊村                          | 飯豊村                      | 昭和29年3月31日 相馬市       | 昭和29年3月31日 相馬市         | 相馬市                  | 相馬市   |
| 宇多郡 | 大野村         | 大野村                          | 大野村                      | 昭和29年3月31日 相馬市       | 昭和29年3月31日 相馬市         | 相馬市                  | 相馬市   |
| 宇多郡 | 八幡村         | 八幡村                          | 八幡村                      | 昭和29年3月31日 相馬市       | 昭和29年3月31日 相馬市         | 相馬市                  | 相馬市   |
| 宇多郡 | 山上村         | 山上村                          | 山上村                      | 昭和29年3月31日 相馬市       | 昭和29年3月31日 相馬市         | 相馬市                  | 相馬市   |
| 宇多郡 | 玉野村         | 玉野村                          | 玉野村                      | 昭和29年3月31日 相馬市       | 昭和29年3月31日 相馬市         | 相馬市                  | 相馬市   |
| 宇多郡 | 磯部村         | 磯部村                          | 磯部村                      | 昭和29年3月31日 相馬市       | 昭和29年3月31日 相馬市         | 相馬市                  | 相馬市   |
| 宇多郡 | 磯部村         | 明治33年2月13日 日立木村        | 日立木村                    | 昭和29年3月31日 相馬市       | 昭和29年3月31日 相馬市         | 相馬市                  | 相馬市   |
| 行方郡 | 鹿島村         | 明治31年12月1日 町制施行 鹿島町 | 鹿島町                      | 昭和29年3月31日 鹿島町       | 昭和29年3月31日 鹿島町         | 平成18年1月1日 南相馬市 | 南相馬市 |
| 行方郡 | 八沢村         | 八沢村                          | 八沢村                      | 昭和29年3月31日 鹿島町       | 昭和29年3月31日 鹿島町         | 平成18年1月1日 南相馬市 | 南相馬市 |
| 行方郡 | 真野村         | 真野村                          | 真野村                      | 昭和29年3月31日 鹿島町       | 昭和29年3月31日 鹿島町         | 平成18年1月1日 南相馬市 | 南相馬市 |
| 行方郡 | 上真野村       | 上真野村                        | 上真野村                    | 昭和29年3月31日 鹿島町       | 昭和29年3月31日 鹿島町         | 平成18年1月1日 南相馬市 | 南相馬市 |
| 行方郡 | 原町村         | 明治30年9月1日 町制施行 原町    | 原町                        | 昭和29年3月20日 原町市       | 昭和29年3月20日 原町市         | 平成18年1月1日 南相馬市 | 南相馬市 |
| 行方郡 | 太田村         | 太田村                          | 太田村                      | 昭和29年3月20日 原町市       | 昭和29年3月20日 原町市         | 平成18年1月1日 南相馬市 | 南相馬市 |
| 行方郡 | 大甕村         | 大甕村                          | 大甕村                      | 昭和29年3月20日 原町市       | 昭和29年3月20日 原町市         | 平成18年1月1日 南相馬市 | 南相馬市 |
| 行方郡 | 高平村         | 高平村                          | 高平村                      | 昭和29年3月20日 原町市       | 昭和29年3月20日 原町市         | 平成18年1月1日 南相馬市 | 南相馬市 |
| 行方郡 | 石神村         | 石神村                          | 石神村                      | 昭和31年9月30日 原町市に編入 | 昭和31年9月30日 原町市に編入   | 平成18年1月1日 南相馬市 | 南相馬市 |
| 行方郡 | 小高村         | 明治31年1月19日 町制施行 小高町 | 小高町                      | 昭和29年3月31日 小高町       | 昭和29年3月31日 小高町         | 平成18年1月1日 南相馬市 | 南相馬市 |
| 行方郡 | 福浦村         | 福浦村                          | 福浦村                      | 昭和29年3月31日 小高町       | 昭和29年3月31日 小高町         | 平成18年1月1日 南相馬市 | 南相馬市 |
| 行方郡 | 金房村         | 金房村                          | 金房村                      | 昭和29年3月31日 小高町       | 昭和29年3月31日 小高町         | 平成18年1月1日 南相馬市 | 南相馬市 |
| 行方郡 | 飯曽村         | 飯曽村                          | 飯曽村                      | 昭和31年9月30日 飯舘村       | 昭和31年9月30日 飯舘村         | 飯舘村                  | 飯舘村   |
| 行方郡 | 石橋村         | 石橋村                          | 昭和17年4月1日 飯曽村に編入 | 昭和31年9月30日 飯舘村       | 昭和31年9月30日 飯舘村         | 飯舘村                  | 飯舘村   |
| 行方郡 | 大須村         | 大須村                          | 昭和17年4月1日 大舘村       | 昭和31年9月30日 飯舘村       | 昭和31年9月30日 飯舘村         | 飯舘村                  | 飯舘村   |
| 行方郡 | 新舘村         | 新舘村                          | 昭和17年4月1日 大舘村       | 昭和31年9月30日 飯舘村       | 昭和31年9月30日 飯舘村         | 飯舘村                  | 飯舘村   |

## 行政
歴代郡長
| 代 | 氏名       | 就任年月日                | 退任年月日                | 備考                   |
| -- | ---------- | ------------------------- | ------------------------- | ---------------------- |
| 1  | 熊川詳長   | 明治29年（1896年）4月1日  | 明治31年（1898年）4月22日 | 宇多・行方郡長より留任 |
| 2  | 飯塚清通   | 明治31年（1898年）4月22日 | 明治32年（1899年）4月8日  |                        |
| 3  | 富田善吾   | 明治33年（1900年）4月21日 | 明治35年（1902年）8月30日 |                        |
| 4  | 鈴木直清   | 明治35年（1902年）8月30日 | 明治38年（1905年）11月    |                        |
| 5  | 野村勝三   | 明治38年（1905年）11月    | 明治39年（1906年）12月    |                        |
| 6  | 金指清     | 明治39年（1906年）12月    | 明治42年（1909年）5月     |                        |
| 7  | 成田直忠   | 明治42年（1909年）5月14日 | 明治43年（1910年）8月27日 |                        |
| 8  | 小田原勇角 | 明治43年（1910年）8月27日 | 明治45年（1912年）6月11日 |                        |
| 9  | 石部豊     |                           |                           |                        |
| 10 | 田出喜一   |                           |                           |                        |
| 11 | 吉野勝     |                           |                           |                        |
| 12 | 川崎末五郎 |                           |                           |                        |
| 13 | 矢羽真直   |                           |                           |                        |
| 14 | 見坊田鶴雄 | 大正10年（1921年）5月23日 | 大正12年（1923年）5月4日  |                        |
| 15 | 鹿子政雄   | 大正12年（1923年）        |                           |                        |
| 16 | 中原順平   |                           |                           |                        |
| 17 | 山川源三   |                           | 大正15年（1926年）6月30日 | 郡役所廃止により、廃官 |

- 郡役場 - 中村町字北町92